# Trovero
En la Edad Media, medio siglo después de la aparición de los trovadores en el Languedoc (sur de Francia), surgieron en el norte del país los troveros (trouvères).
Se diferenciaban poco de los trovadores: eran poetas-compositores que componían sus trabajos en lengua de oïl (langue d’uí: ‘lengua del sí’), que eran los dialectos romances hablados durante la Edad Media en la mitad norte de la actual Francia.
Los trovadores (trobadours en idioma provenzal), en cambio, escribían en Languedoc (langue d’oc: ‘lengua del sí’, también llamado occitano o idioma provenzal), que era el conjunto de dialectos hablados en la mitad sur de Francia,

## Tipos de formas poéticas
Los troveros utilizaban distintas formas poéticas, generalmente acompañadas de refranes o estribillos:
- Lamentación: canto de tristeza, generalmente por un amor no correspondido.
- Pastoral: constituye más bien un género objetivo, el cual pone en escena a un caballero y a una pastora, que por lo general es tímida y arisca y no cede a la tentación.
- Romance: música suave, con una atmósfera ensoñadora, generalmente inspirada en una mujer (la «musa» del poeta)
- Rondó: tipo de canción con bastante ritmo para ser bailada, con un estribillo sencillo que se podía cantar a coro.
- Serventesio: corresponde a la narración de una historia que trata el tema de la censura y corresponde a una sátira moral o política, general o personal.
- Virelais: consistía en una canción monódica en la que se alternaba el estribillo con la estrofa, ambas tenían distintas melodías.

En la actualidad se conservan unos 2130 poemas de troveros y la música de las dos terceras partes aproximadamente de esos poemas.

## Troveros importantes
El primer trovero del que se tiene noticia es Chrétien de Troyes, que floreció entre 1160 y 1180; los últimos troveros se vieron hacia 1300.